# Station Braine-Alliance
Station Braine-Alliance is een toekomstige spoorweghalte langs spoorlijn 124 in Eigenbrakel.
De stopplaats wordt nieuw aangelegd in het kader van de uitvoering van het spoorwegproject Gewestelijk Expresnet (GEN) in en rond Brussel. De eigenlijke verwachting was dat het station al in 2012 open zou gaan. Echter door problemen met het GEN-project is dit uitgesteld. Ook de verwachte opening in 2016 heeft niet plaatsgevonden. In 2019 zijn de werken terug opgestart; met een verwachte opleverdatum in 2024.